# NGC 4054-2
NGC 4054-2 is een compact sterrenstelsel in het sterrenbeeld Grote Beer. Het hemelobject werd op 17 april 1789 ontdekt door de Duits-Britse astronoom William Herschel.

## Synoniemen
- MCG 10-17-131
- ZWG 292.62
- VV 136